# Desmond (nome)
Desmond  è un nome proprio di persona inglese e irlandese maschile.

## Varianti
- Inglese
  - Ipocoristici: Dezi[1], Des[1]
- Irlandese: Deasún[2]

## Origine e diffusione
Riprende un cognome irlandese, derivato da Deasmhumhain, che vuol dire "Munster meridionale"; indicava in origine una persona proveniente da tale regione dell'Irlanda.

## Onomastico
Il nome è adespota, cioè non è portato da alcun santo, quindi l'onomastico ricade il 1º novembre ad Ognissanti.

## Persone

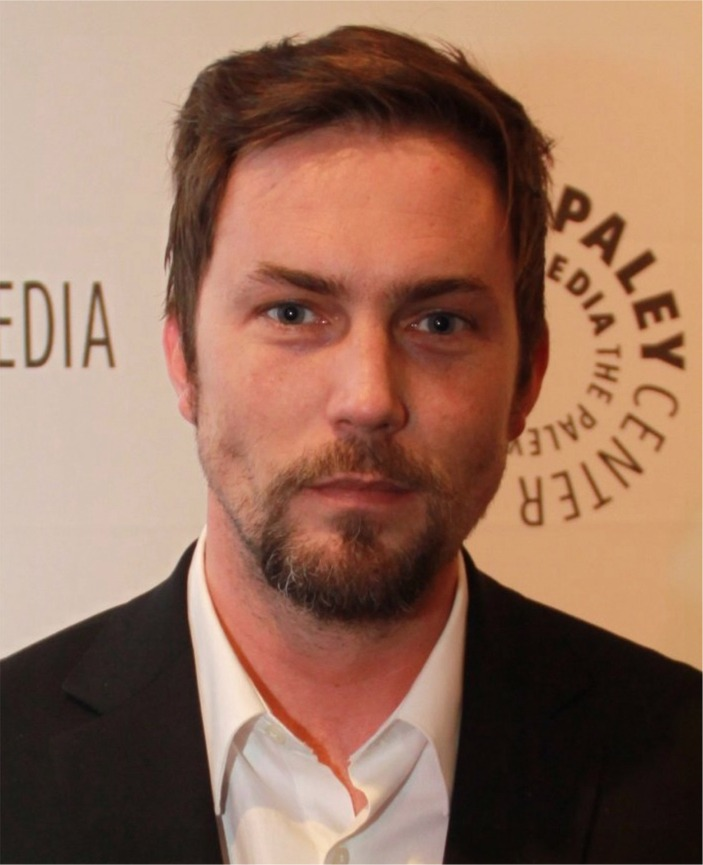
Desmond Harrington

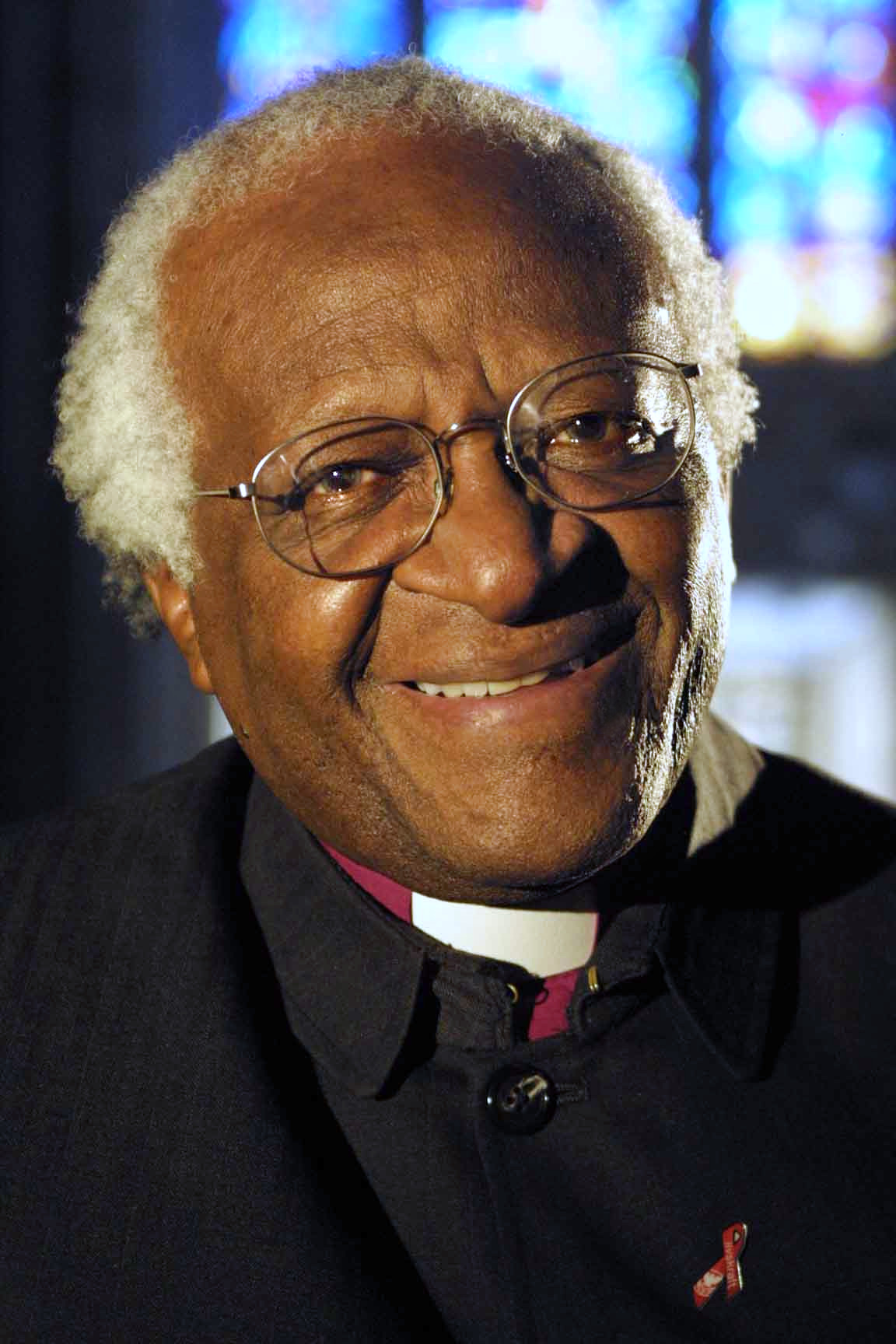
Desmond Tutu

- Desmond Armstrong, calciatore statunitense
- Desmond Askew, attore britannico
- Desmond Bishop, giocatore di football americano statunitense
- Desmond Bryant, giocatore di football americano statunitense
- Desmond Child, produttore discografico e compositore statunitense
- Desmond Connell, cardinale e arcivescovo cattolico irlandese
- Desmond Dekker, cantante giamaicano
- Desmond Dickinson, direttore della fotografia britannico
- Desmond Ferguson, cestista statunitense
- Desmond Harrington, attore statunitense
- Desmond Llewelyn, attore gallese
- Desmond Mason, cestista statunitense
- Desmond Morris, zoologo ed etologo britannico
- Desmond Penigar, cestista statunitense
- Desmond Richardson, coreografo e ballerino statunitense
- Desmond Titterington, pilota automobilistico britannico
- Desmond Tutu, arcivescovo anglicano e attivista sudafricano

### Variante Des
- Des Bremner, calciatore scozzese
- Des McAnuff, regista teatrale statunitense
- Des Walker, calciatore britannico

## Il nome nelle arti
- Desmond Doss è un personaggio del film del 2016 La battaglia di Hacksaw Ridge, diretto da Mel Gibson.
- Desmond Hume è un personaggio della serie televisiva Lost.
- Desmond Miles è un personaggio della serie di videogiochi Assassin's Creed.
- Desmond, insieme alla moglie Molly, è il protagonista della canzone Ob-La-Di, Ob-La-Da dei Beatles.